# Mã Công
Mã Công (tiếng Trung: 馬公; bính âm: Mǎgōng; Wade–Giles: Ma-kung) là huyện lỵ của huyện Bành Hồ, Đài Loan. Mã Công nằm trên phía tây của đảo chính Bành Hồ. Mã Công có sân bay nội địa là sân bay Mã Công. Thành phố là trung tâm kinh tế, văn hóa và giao thông của Bành Hồ, phía đông giáo với hương Hồ Tây. Thành phố có diện tích khoảng 34 km2, nhân khẩu khoảng hơn 60 nghìn người.

## Tên gọi
Khu vực Mã Công nằm ở phía tây đảo chính Bành Hồ (đảo Đại Sơn), thời xưa gọi là " đảo Ma Cung" (媽宮嶼), từ xưa đã là cảng tránh gió. Ngay trong các văn bản thời Minh-Thanh, xuất hiện các tên "Nương Cung" 娘宮, "Ma Áo" 媽澳, "Ma Tổ Đài" 媽祖臺, "Tổ Ma Cung" 祖媽宮, "Mã Tổ Áo" 馬祖澳, trong đó "Ma Cung" là thường thấy nhất. Do vào thời Vạn Lịch triều Minh trên đảo có cung Thiên Hậu thờ Ma Tổ, nên "Ma Cung" và tín ngưỡng Ma Tổ có liên quan, sau đó mở rộng từ một ngôi miếu địa phương thành khái niệm địa danh địa phương.:143
Năm 1920, Tổng đốc Đài Loan Den Kenjirō thúc đẩy cải tiến khu vực hành chính, thính Bành Hồ (Hōko) cũ được chuyển thành quận Bành Hồ, "Ma Cung" thuộc quận Bành Hồ được phỏng theo âm mà đổi thành "Mã Công" (Makō), sử dụng cho đến nay.:143:98-100
Sau khi Chiến tranh thế giới thứ hai kết thúc, thành phố Mã Công luôn có những tiếng nói khôi phục tên gọi cũ, nhiều người cho rằng cái tên "Ma Cung" mang ý nghĩa tiếp nối lịch sử của thành phố, cội nguồn văn hóa của quê hương.

## Lịch sử

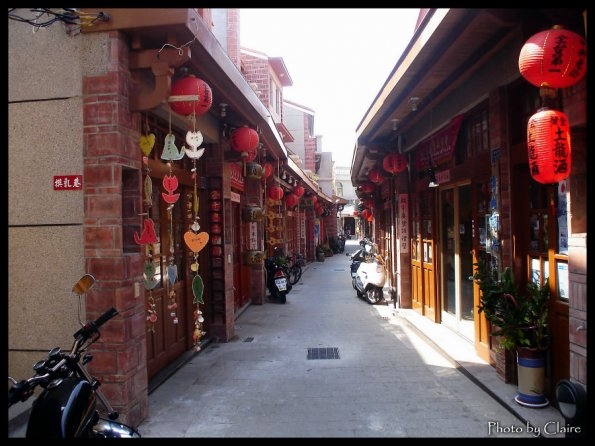
Phố cổ Trung Ương

Sau khi triều Thanh chiếm được Bành Hồ vào năm 1684, phố Ma Cung do nằm gần bến cảng nên thường có quân đội đóng trú, tàu thuyền có thể neo đậu quanh năm, hoạt động thương nghiệp diễn ra thường xuyên, dần phát triển thành một phố thị náo nhiệt, đến thời Càn Long trở thành "bảy phố một chợ". Hoạt động phố thị đa phần do quan binh kiểm soát, có khoảng bảy doanh trại đóng tại Bành Hồ, mỗi nơi đều có miếu quán và nhà bếp phân bố xung quanh Mã Cung, tạo ra cảnh tượng quân dân hỗn loạn.:57-62 Sau thời Đạo Quang, giáo dục và thương nghiệp địa phương dần nở rộ.:127-129 Đến những năm Quang Tự,  Ma Cung phát triển đến quy mô "mười phố hai chợ".
Khu vực tân cảng bên trong thành Ma Cung bao gồm "Đông Giáp, "Nam Giáp" và "Bắc Giáp", khi đó được gọi là "Ma Cung Tam Giáp" Vào khoảng thời Đạo Quang (1821-1850), Ma Cung chỉ có hai khu "Đông Giáp" (khu sở quan) và "Nam Giáp" (khu bến cảng) hợp thành. Đông Giáp vì có quan hệ mật thiết với chính quyền nên từ lâu đã thờ Huyền Thiên Thượng Đế, vị thần mang sắc thái quân sự này là trung tâm tín ngưỡng của khu. Nam Giáp ban đầu gồm nửa phía tây của Ma Cung, được tập hợp thành tổ chức Thần Minh hội. Đến năm 1864, Hải Linh điện được khánh thành, xác lập Nam Giáp thành một vòng tròn thờ cúng hoặc sinh hoạt độc lập；vì việc xây dựng Hải Linh điện hoàn toàn do dân gian tài trợ, nó cũng trở thành biểu trưng cho sự trỗi dậy của thế lực dân gian.

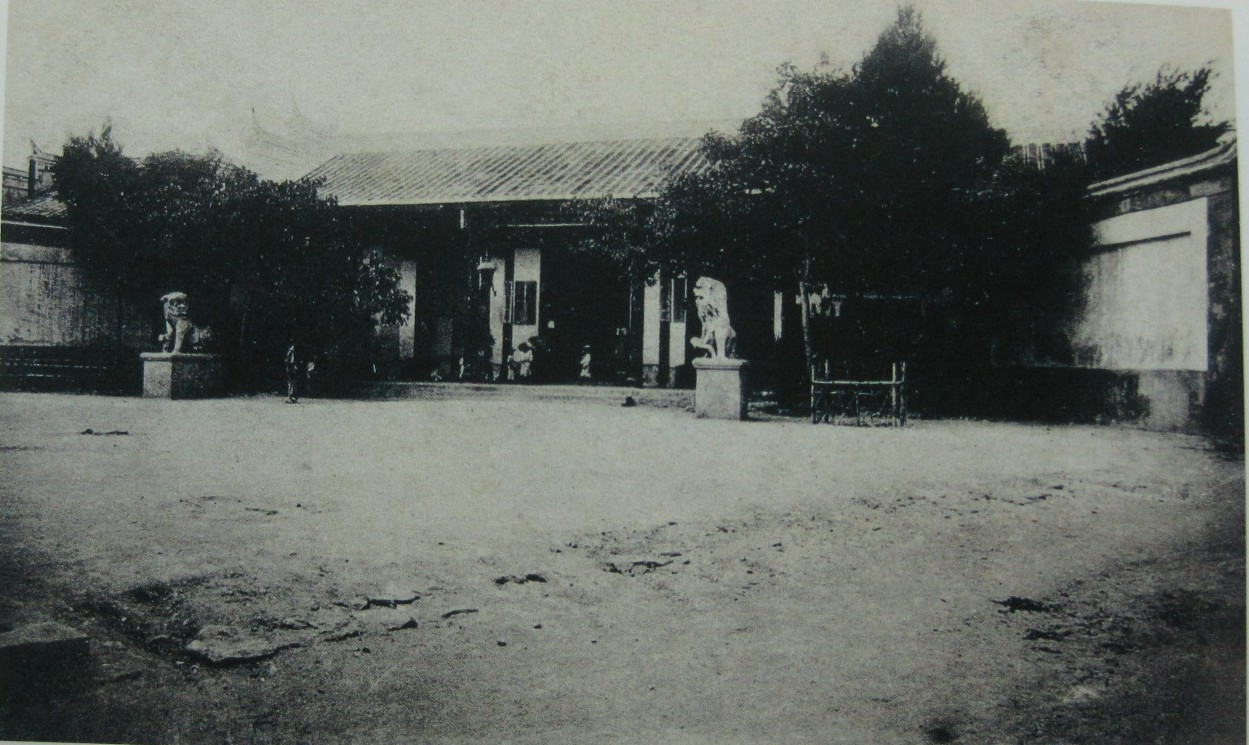
Nha môn sở quan của tổng trấn Bành Hồ cuối thời Thanh

Khu định cư "Bắc Giáp" được hình thành muộn hơn một chút, vào khoảng cuối thời nhà Thanh mới có tổ chức Thần Minh hội thờ cúng "Châu Phủ vương da", cho đến năm 1899 thời Nhật Bản cai trị mới chính thức khởi công miếu Giác Đầu của Bắc Giáp (Bắc Giáp Bắc Thần cung). Tóm lại, khu định cư Ma Cung Tam Giáp, vào khoảng năm Quang Tự thứ mười ba (1887), khi Ngô Hoành Lạc được lệnh xây dựng thành thì đã tồn tại.:56-57
Năm 1981, bãi cạn ở phía đông bắc của cảng Mã Công được khai hoang từ biển (khu vực phía nam đường Tân Sinh ngày nay), và vào năm 1993, việc xây dựng cảng cá Mã Công thứ ba ở khu vực nói trên đã hoàn thành. Vào năm 2020, khởi đầu quy hoạch để lấp biển khu vực bãi cạn Án Sơn và phía bắc của đảo Trắc Thiên để giải quyết vấn đề tàu du lịch lớn không thể neo đậu
Lịch sử hành chính
| Năm       | Khu hành chính                           |
| 1920~1926 | nhai Makō, quận Hōko, châu Takao         |
| 1926~1945 | nhai Makō, chi thính Makō, thính Hōko    |
| 1945~1946 | trấn Mã Công, khu Mã Công, huyện Bành Hồ |
| 1946~1981 | trấn Mã Công, huyện Bành Hồ              |
| 1981~     | thành phố Mã Công, huyện Bành Hồ         |

## Khí hậu
Mã Công có khí hậu cận nhiệt đới ẩm rất ấm theo hệ thống Köppen. Do ảnh hưởng của biển, sự thay đổi nhiệt độ trong ngày rất thấp, nhưng mặc dù nằm ngay trên ranh giới với vùng nhiệt đới và có nhiệt độ thấp nhất là 15 °C (59 °F) vào mùa đông, nó ít khi có khí hậu như vậy. Đây là nhờ ảnh hưởng của đại lục châu Á mát mẻ và gió thịnh hành vào mùa đông. Kết quả là, tháng lạnh nhất ở dưới đường đẳng nhiệt 18 °C (64 °F). Vào mùa hè, Mã Công nhận được mưa gió mùa với nhiệt độ vừa phải nhưng nóng. Trong khi buổi chiều thường ở nhiệt độ thấp 30 °C, thì ban đêm vẫn ở mức trên 25 °C (77 °F) trong vài tháng. Thành phố khô hơn nhiều khu vực lục địa của Đài Loan, mặc dù trời vẫn thường xuyên có mây.
| Dữ liệu khí hậu của Magong City (1981–2010) | Dữ liệu khí hậu của Magong City (1981–2010) | Dữ liệu khí hậu của Magong City (1981–2010) | Dữ liệu khí hậu của Magong City (1981–2010) | Dữ liệu khí hậu của Magong City (1981–2010) | Dữ liệu khí hậu của Magong City (1981–2010) | Dữ liệu khí hậu của Magong City (1981–2010) | Dữ liệu khí hậu của Magong City (1981–2010) | Dữ liệu khí hậu của Magong City (1981–2010) | Dữ liệu khí hậu của Magong City (1981–2010) | Dữ liệu khí hậu của Magong City (1981–2010) | Dữ liệu khí hậu của Magong City (1981–2010) | Dữ liệu khí hậu của Magong City (1981–2010) | Dữ liệu khí hậu của Magong City (1981–2010) |
| Tháng                                       | 1                                           | 2                                           | 3                                           | 4                                           | 5                                           | 6                                           | 7                                           | 8                                           | 9                                           | 10                                          | 11                                          | 12                                          | Năm                                         |
| ------------------------------------------- | ------------------------------------------- | ------------------------------------------- | ------------------------------------------- | ------------------------------------------- | ------------------------------------------- | ------------------------------------------- | ------------------------------------------- | ------------------------------------------- | ------------------------------------------- | ------------------------------------------- | ------------------------------------------- | ------------------------------------------- | ------------------------------------------- |
| Cao kỉ lục °C (°F)                          | 25.5 (77.9)                                 | 27.8 (82.0)                                 | 30.1 (86.2)                                 | 35.3 (95.5)                                 | 38.9 (102.0)                                | 39.5 (103.1)                                | 40.0 (104.0)                                | 39.8 (103.6)                                | 39.2 (102.6)                                | 37.6 (99.7)                                 | 34.4 (93.9)                                 | 30.0 (86.0)                                 | 40.0 (104.0)                                |
| Trung bình ngày tối đa °C (°F)              | 19.3 (66.7)                                 | 19.6 (67.3)                                 | 22.4 (72.3)                                 | 26.0 (78.8)                                 | 28.8 (83.8)                                 | 30.6 (87.1)                                 | 32.0 (89.6)                                 | 31.8 (89.2)                                 | 30.7 (87.3)                                 | 28.1 (82.6)                                 | 24.8 (76.6)                                 | 21.1 (70.0)                                 | 26.3 (79.3)                                 |
| Trung bình ngày °C (°F)                     | 16.9 (62.4)                                 | 17.1 (62.8)                                 | 19.5 (67.1)                                 | 23.0 (73.4)                                 | 25.7 (78.3)                                 | 27.6 (81.7)                                 | 28.7 (83.7)                                 | 28.6 (83.5)                                 | 27.8 (82.0)                                 | 25.4 (77.7)                                 | 22.4 (72.3)                                 | 18.9 (66.0)                                 | 23.5 (74.2)                                 |
| Tối thiểu trung bình ngày °C (°F)           | 15.4 (59.7)                                 | 15.4 (59.7)                                 | 17.4 (63.3)                                 | 20.9 (69.6)                                 | 23.7 (74.7)                                 | 25.6 (78.1)                                 | 26.6 (79.9)                                 | 26.5 (79.7)                                 | 25.9 (78.6)                                 | 23.9 (75.0)                                 | 20.9 (69.6)                                 | 17.4 (63.3)                                 | 21.6 (70.9)                                 |
| Thấp kỉ lục °C (°F)                         | 4.4 (39.9)                                  | 5.3 (41.5)                                  | 8.2 (46.8)                                  | 11.1 (52.0)                                 | 15.4 (59.7)                                 | 20.3 (68.5)                                 | 22.7 (72.9)                                 | 22.6 (72.7)                                 | 21.8 (71.2)                                 | 19.6 (67.3)                                 | 14.3 (57.7)                                 | 7.1 (44.8)                                  | 4.4 (39.9)                                  |
| Lượng Giáng thủy trung bình mm (inches)     | 21.9 (0.86)                                 | 50.2 (1.98)                                 | 52.9 (2.08)                                 | 92.4 (3.64)                                 | 123.2 (4.85)                                | 164.1 (6.46)                                | 131.6 (5.18)                                | 170.8 (6.72)                                | 74.2 (2.92)                                 | 26.1 (1.03)                                 | 20.1 (0.79)                                 | 23.5 (0.93)                                 | 951.0 (37.44)                               |
| Độ ẩm tương đối trung bình (%)              | 80.5                                        | 82.4                                        | 83.1                                        | 83.4                                        | 84.5                                        | 86.6                                        | 85.1                                        | 85.5                                        | 81.2                                        | 78.1                                        | 78.0                                        | 78.7                                        | 82.3                                        |
| Số giờ nắng trung bình tháng                | 112.9                                       | 96.7                                        | 124.7                                       | 157.2                                       | 172.5                                       | 199.6                                       | 260.8                                       | 240.1                                       | 225.3                                       | 183.9                                       | 131.1                                       | 117.3                                       | 2.022,1                                     |
| Nguồn:                                      |                                             |                                             |                                             |                                             |                                             |                                             |                                             |                                             |                                             |                                             |                                             |                                             |                                             |

### Nhân khẩu
Theo thống kê từ cơ quan nội chính, đến cuối năm 2022, thành phố Mã Công có khoảng 26 nghìn hộ, dân số khoảng 64 nghìn người và mật độ dân số khoảng 1.873 người trên mỗi km vuông. Đây là khu hành chính có dân số lớn nhất và mật độ dân số cao nhất ở huyện Bành Hồ, đây cũng là khu hành chính duy nhất của huyện có mật độ dân số hơn 1.000 người trên mỗi km vuông. Các lí có dân số lớn nhất và ít nhất trong thành phố lần lượt là lí Tây Vệ và lí Thũng Bàn. Đến cuối năm 2022, dân số của hai lí này lần lượt là 7.257 và 392. Trong số đó, lí Tây Vệ cũng là thôn/lí đông dân nhất ở huyện Bành Hồ, và nó cùng với lí Triêu Dương, lí Quang Vinh, lí Đông Văn, lí Tây Văn là năm thôn/lí đông dân nhất Bành Hồ.

## Các đơn vị hành chính
Thành phố Mã Công có 34 làng đô thị (里 lý): 
- Trường An (長安里 Chang'an)
- Phục Hưng (復興里 Fuxing)
- Tân Phú (新復里 Xinfu)
- Trung ương (中央里 Zhongyang)
- Khải Minh (啟明里 Qiming)
- Trọng Khánh (重慶里 Chongqing)
- Quang Phú (光復里 Guangfu)
- Trung Hưng (中興里 Zhongxing)
- Quang Minh (光明里 Guangming)
- Quang Vinh (光榮里 Guangrong)
- Trọng Quang (重光里 Chongguang)
- Tây Vệ (西衛里 Xiwei)
- Triêu Dương (朝陽里 Chaoyang)
- Dương Minh (陽明里 Yangming)
- Tây Văn (西文里 Xiwen)
- Đông Văn (東文里 Dongwen)
- Án San (案山里 Anshan)
- Quang Hoa (光華里 Guanghua)
- Tiền Liêu (前寮里 Qianliao)
- Thạch Toàn (石泉里 Shiquan)
- Thái Viên (菜園里 Caiyuan)
- Đông Vệ (東衛里 Dongwei)
- An Trạch (安宅里 Anzhe)
- Ô Can (烏崁里 Wūkǎn)
- Hưng Nhân (興仁里 Xingren)
- Thiết Tuyến (鐵線里 Tiexian)
- Tỏa Cảng (鎖港里 Suogang)
- Ngũ Đức(五德里 Wude)
- San Thủy (山水里 Shanshui)
- Tỉnh An (井垵里 Jīng'àn)
- Thì Lý (時裡里 Shili)
- Phong Quỹ (風櫃里 Fenggui)
- Hổ Tỉnh (虎井里 Hujing) trên đảo Hổ Tỉnh
- Thũng Bàn (桶盤里 Tongpan) trên đảo Thũng Bàn

## Giáo dục
- Đại học Khoa học-Kỹ thuật Bành Hồ (國立澎湖科技大學)
- Trung học cao cấp Mã Công (國立馬公高級中學)
- Trường nghề thủy sản- hải sự cao cấp Bành Hồ (國立澎湖高級海事水產職業學校)
- Trung học Quốc dân Mã Công (澎湖縣立馬公國民中學)
- Trung học Quốc dân Văn Quang (澎湖縣立文光國民中學)
- Trung học Quốc dân Trung Chính (澎湖縣立中正國民中學)
- Trung học Quốc dân Bành Nam (澎湖縣立澎南國民中學)
- Tiểu học Quốc dân Mã Công (澎湖縣馬公市馬公國民小學)
- Tiểu học Quốc dân Văn Áo (澎湖縣馬公市文澳國民小學)
- Tiểu học Quốc dân Phong Quỹ (澎湖縣馬公市風櫃國民小學)
- Tiểu học Quốc dân Trung Sơn (澎湖縣馬公市中山國民小學)
- Tiểu học Quốc dân Ngũ Đức (澎湖縣馬公市五德國民小學)
- Tiểu học Quốc dân Hưng Nhân (澎湖縣馬公市興仁國民小學)
- Tiểu học Quốc dân Trung Chính (澎湖縣馬公市中正國民小學)
- Tiểu học Quốc dân Thạch Tuyền (澎湖縣馬公市石泉國民小學)
- Tiểu học Quốc dân Trung Hưng 澎湖縣馬公市中興國民小學
- Tiểu học Quốc dân Đông Vệ (澎湖縣馬公市東衛國民小學)
- Tiểu học Quốc dân Sơn Thủy (澎湖縣馬公市山水國民小學)
- Tiểu học Quốc dân Hổ Tỉnh (澎湖縣馬公市虎井國民小學)

Tiểu học Quốc dân Văn Quang (澎湖縣馬公市文光國民小學) 
- Tiểu học Quốc dân Thì Lí (澎湖縣馬公市嵵裡國民小學)